# Listă de filme britanice din 2019
Aceasta este o listă de filme britanice din 2019:

## Lista

### Ianuarie – martie
| Premiera        | Premiera | Titlu                          | Distribuție și echipa de producție | Detalii | Gen                   | Ref.   |
| --------------- | -------- | ------------------------------ | --- | --- | --------------------- | ------ |
| J A N U A R Y   | 16       | The Kid Who Would Be King      | Regizor: Joe Cornish Distribuție: Louis Ashbourne Serkis, Dean Chaumoo, Tom Taylor, Rhianna Doris, Angus Imrie, Rebecca Ferguson, Patrick Stewart                                                        | 20th Century Fox (Co-produced by the United States)                                                                                        | Fantasy adventure     | [ 1 ]  |
| J A N U A R Y   | 18       | Close                          | Regizor: Vicky Jewson Distribuție: Noomi Rapace, Sophie Nélisse, Eoin Macken, Indira Varma, Mimi Keene                                                                                                   | Netflix (Co-produced by the United States)                                                                                                 | Action thriller       | [ 2 ]  |
| J A N U A R Y   | 23       | Dirty God                      | Regizor: Sacha Polak Distribuție: Katherine Kelly, Luke White, Kerry Norton | (Co-produced by Belgium, Ireland and Netherlands)                                                                                          | Drama                 | [ 3 ]  |
| J A N U A R Y   | 24       | The Last Tree                  | Regizor: Shola Amoo Distribuție: Nicholas Pinnock, Denise Black | | Drama                 | [ 4 ]  |
| J A N U A R Y   | 25       | The Boy Who Harnessed the Wind | Regizor: Chiwetel Ejiofor Distribuție: Chiwetel Ejiofor, Aïssa Maïga, Joseph Marcell | Netflix Based on The Boy Who Harnessed the Wind by William Kamkwamba                                                                       | Drama                 | [ 5 ]  |
| J A N U A R Y   | 25       | The Hole in the Ground         | Regizor: Lee Cronin Distribuție: Seána Kerslake, James Cosmo, Kati Outinen, Simone Kirby, Steve Wall, James Quinn Markey                                                                                 | Vertigo Releasing (Co-produced by Ireland)                                                                                                 | Horror thriller       | [ 6 ]  |
| J A N U A R Y   | 25       | The Lodge                      | Directors: Severin Fiala, Veronika Franz Distribuție: Riley Keough, Jaeden Lieberher, Richard Armitage, Alicia Silverstone                                                                               | GEM Entertainment (Co-produced by the United States)                                                                                       | Horror thriller       | [ 7 ]  |
| J A N U A R Y   | 26       | Wounds                         | Regizor: Babak Anvari Distribuție: Armie Hammer, Dakota Johnson, Zazie Beetz, Karl Glusman and Brad William Henke                                                                                        | Annapurna Pictures Based on The Visible Filth by Nathan Ballingrud                                                                         | Psychological horror  | [ 8 ]  |
| J A N U A R Y   | 27       | Blinded by the Light           | Regizor: Gurinder Chadha Distribuție: Viveik Kalra, Hayley Atwell, Nell Williams, Kulvinder Ghir, Meera Ganatra, Aaron Phagura, Dean-Charles Chapman, Jonno Davies                                       | Based on Greetings From Bury Park by Sarfraz Manzoor                                                                                       | Musical               | [ 9 ]  |
| J A N U A R Y   | 27       | Little Monsters                | Regizor: Abe Forsythe Distribuție: Lupita Nyong'o, Alexander England, Josh Gad | (Co-produced by Australia and the United States)                                                                                           | Comedy-Horror         | [ 10 ] |
| J A N U A R Y   | 27       | The Souvenir                   | Regizor: Joanna Hogg Distribuție: Honor Swinton Byrne, Tom Burke, Tilda Swinton, Ariane Labed, Richard Ayoade, Jaygann Ayeh, Jack McMullen                                                               | A24 (Co-produced by the United States) | Drama                 | [ 11 ] |
| J A N U A R Y   | 28       | Animals                        | Regizor: Sophie Hyde Distribuție: Holliday Grainger, Alia Shawkat, Fra Fee, Dermot Murphy | Based on Animals by Emma Jane Unsworth (Co-produced by Australia and the United States)                                                    | Comedy-drama          | [ 12 ] |
| J A N U A R Y   | 28       | Fighting with My Family        | Regizor: Stephen Merchant Distribuție: Florence Pugh, Lena Headey, Nick Frost, Jack Lowden, Dwayne Johnson, Vince Vaughn                                                                                 | Annapurna Pictures Based on the life of Paige, and The Wrestlers: Fighting with My Family by Max Fisher (Co-produced by the United States) | Comedy-drama          | [ 13 ] |
| J A N U A R Y   | 28       | Official Secrets               | Regizor: Gavin Hood Distribuție: Keira Knightley, Matt Smith, Ralph Fiennes, Matthew Goode, Indira Varma, Conleth Hill, Adam Bakri, Tamsin Greig, Rhys Ifans, Hattie Morahan, Ray Panthaki, Angus Wright | Entertainment One Based on The Spy Who Tried to Stop a War by Marcia & Thomas Mitchel (Co-produced by the United States)                   | Political thriller    | [ 14 ] |
| F E B R U A R Y | 7        | The Kindness of Strangers      | Regizor: Lone Scherfig Distribuție: Andrea Riseborough, Zoe Kazan, Tahar Rahim, Bill Nighy, Caleb Landry Jones, Jay Baruchel                                                                             | Entertainment One (Co-produced by Canada, France, Germany, Sweden and the United States)                                                   | Drama                 | [ 15 ] |
| F E B R U A R Y | 10       | Mr. Jones                      | Regizor: Agnieszka Holland Distribuție: James Norton, Vanessa Kirby, Peter Sarsgaard, Kenneth Cranham, Joseph Mawle                                                                                      | WestEnd Films Based on the life of Gareth Jones (Co-produced by Poland and Ukraine)                                                        | Historical thriller   | [ 16 ] |
| F E B R U A R Y | 26       | The Aftermath                  | Regizor: James Kent Distribuție: Keira Knightley, Alexander Skarsgård, Jason Clarke, Roman Reigns | Fox Searchlight Pictures Based on The Aftermath by Rhidian Brook (Co-produced by Germany and the United States)                            | Drama                 | [ 17 ] |
| M A R C H       | 22       | The Informer                   | Regizor: Andrea Di Stefano Distribuție: Joel Kinnaman, Rosamund Pike, Clive Owen, Common, Ana de Armas                                                                                                   | Based on Three Seconds by Roslund/Hellström (Co-produced by the United States)                                                             | Action crime thriller | [ 18 ] |

### Aprilie – iunie
| Premiera  | Premiera | Titlu                                | Distribuție și echipa de producție | Detalii                                                                                           | Ge                                 | Ref.   |
| --------- | -------- | ------------------------------------ | --- | ------------------------------------------------------------------------------------------------- | ---------------------------------- | ------ |
| A P R I L | 5        | Farmageddon: A Shaun the Sheep Movie | Regizor: Richard Starzak Distribuție: Justin Fletcher, John Sparkes, Kate Harbour, Richard Webber, Simon Greenall, Emma Tate, Andy Nyman               | StudioCanal Based on Shaun the Sheep by Nick Park Sequel to Shaun the Sheep Movie                 | Stop-motion Animated Sci-fi Comedy | [ 19 ] |
| M A Y     | 24       | Rocketman                            | Regizor: Dexter Fletcher Distribuție: Taron Egerton, Jamie Bell, Richard Madden, Bryce Dallas Howard, Charlie Rowe, Gemma Jones                        | Paramount Pictures Based on the life of Elton John (Co-produced by United States)                 | Biographical Musical               | [ 20 ] |
| J U N E   | 28       | 47 Meters Down: Uncaged              | Regizor: Johannes Roberts Distribuție: John Corbett, Nia Long, Sophie Nelisse, Corinne Foxx, Sistine Stallone, Brianne Tju, Davi Santos, Khylin Rhambo | Entertainment Studios Motion Pictures Sequel to 47 Meters Down (Co-produced by the United States) | Survival horror                    |        |
| J U N E   | 28       | Yesterday                            | Regizor: Danny Boyle Distribuție: Himesh Patel, Lily James, Kate McKinnon, Ed Sheeran, Ana de Armas, Lamorne Morris, Sophia Di Martino                 | Universal Pictures                                                                                | Musical comedy                     | [ 21 ] |

### Iulie – septembrie
| Premiera          | Premiera | Titlu                         | Distribuție și echipa de producție | Detalii                                                                                             | Gen              | Ref.   |
| ----------------- | -------- | ----------------------------- | --- | --------------------------------------------------------------------------------------------------- | ---------------- | ------ |
| J U L Y           | 26       | Once Upon a Time in Hollywood | Regizor: Quentin Tarantino Distribuție:Leonardo DiCaprio, Brad Pitt, Margot Robbie, Damian Lewis, Luke Perry, Emile Hirsch, Dakota Fanning                   | Columbia Pictures Corporation Based on the Manson Family murders (Co-produced by the United States) | Mystery Crime    |        |
| A U G U S T       | 9        |                               | Regizor: Distribuție: | |                  |        |
| S E P T E M B E R | 13       | Downton Abbey                 | Regizor: Michael Engler Distribuție: Hugh Bonneville, Laura Carmichael, Michelle Dockery, Joanne Froggatt, Elizabeth McGovern, Maggie Smith, Penelope Wilton | Based on Downton Abbey by Julian Fellowes                                                           | Historical drama | [ 22 ] |

### Octombrie – decembrie
| Premiera        | Premiera | Titlu                    | Distribuție și echipa de producție | Detalii | Gen                           | Ref.   |
| --------------- | -------- | ------------------------ | --- | --- | ----------------------------- | ------ |
| O C T O B E R   |          |                          | Regizor: Distribuție: | |                               |        |
| N O V E M B E R | 8        | The Aeronauts            | Regizor: Tom Harper Distribuție: Eddie Redmayne, Felicity Jones, Phoebe Fox, Vincent Perez, Anne Reid                                                           | (Co-produced by the United States) | Biographical action adventure |        |
| N O V E M B E R | 8        | Bond 25                  | Regizor: Cary Fukunaga Distribuție: Daniel Craig, Lea Seydoux                                                                                                   | (Co-produced by the United States) | Action Spy                    |        |
| N O V E M B E R | 8        | Kingsman: The Great Game | Regizor: Matthew Vaughn Distribuție: Matthew Goode, Gemma Arterton, Aaron Taylor-Johnson, Ralph Fiennes, Stanley Tucci, Daniel Brühl, Charles Dance, Rhys Ifans | (Co-produced by the United States) | Action Spy                    |        |
| N O V E M B E R | 15       | The Good Liar            | Regizor: Bill Condon Distribuție: Ian McKellen, Helen Mirren, Russell Tovey, Jim Carter, Mark Lewis Jones, Laurie Davidson                                      | SquareOne (Germany) Based on The Good Liar by Nicholas Searle (Co-produced by the United States)                                                 | Biographical                  | [ 23 ] |
| N O V E M B E R | 15       | Last Christmas           | Regizor: Paul Feig Distribuție: Emilia Clarke, Henry Golding, Emma Thompson, Michelle Yeoh                                                                      | Universal Pictures | Romantic comedy               | [ 24 ] |
| N O V E M B E R | 15       | StarDog and TurboCat     | Regizor: Ben Smith Distribuție: Luke Evans, Gemma Arterton, Nick Frost, Bill Nighy                                                                              | | Animated                      |        |
| N O V E M B E R | 22       | The Rhythm Section       | Regizor: Reed Morano Distribuție: Blake Lively, Ashley Greene, Ray Stevenson, Michael Jai White                                                                 | Sony Pictures Home Entertainment Based on The Rhythm Section by Mark Burnell (Co-produced by the United States)                                  | Action-thriller               | [ 25 ] |
| D E C E M B E R |          | Cats                     | Regizor: Tom Hooper Distribuție: Jennifer Hudson, Taylor Swift, James Corden, Idris Elba, Rebel Wilson, Ian McKellen, Judi Dench                                | Universal Pictures Based on Cats by Andrew Lloyd Webber and Old Possum's Book of Practical Cats by T.S. Eliot (Co-produced by the United States) | Musical-fantasy Comedy-drama  | [ 26 ] |

### Alte lansări
| Titlu                   | Regizor           | Premiera                                                    | Ref.   |
| ----------------------- | ----------------- | ----------------------------------------------------------- | ------ |
| Bait                    | Mark Jenkin       | 9 februarie 2019 (69th Berlin International Film Festival)  | [ 27 ] |
| Crucible of the Vampire | Iain Ross-McNamee | 1 februarie 2019                                            | [ 28 ] |
| A Dog Called Money      | Seamus Murphy     | 10 februarie 2019 (69th Berlin International Film Festival) | [ 29 ] |
| Fisherman's Friends     | Chris Foggin      | 15 martie 2019                                              |        |
| Superpower Dogs         | Daniel Ferguson   | martie 2019                                                 | [ 30 ] |
| Young Picasso           | Phil Grabsky      | 5 februarie 2019                                            | [ 31 ] |